# Тарайл (подокруг)
Тарайл (бенг. তারাইল, англ. Tarail) — подокруг на северо-востоке Бангладеш в составе округа Кишоргандж. Образован в 1918 году. Административный центр — город Тарайл. Площадь подокруга — 141,46 км². По данным переписи 1991 года численность населения подокруга составляла 138 488 человек. Плотность населения равнялась 979 чел. на 1 км². Уровень грамотности населения составлял 12,6 %. Религиозный состав: мусульмане — 93,52 %, индуисты — 5,71 %, христиане — 0,32 %, буддисты — 0,31 %, прочие — 0,14 %.